# Volba prezidenta Československa 1992
Volby prezidenta Československa v roce 1992 se odehrály na sérii schůzí Federálního shromáždění, na kterých se poslanci pokoušeli zvolit nástupce prezidenta Václava Havla. 3. července 1992 slovenští poslanci Federálního shromáždění po dvoukolové volbě nezvolili Václava Havla prezidentem. Havel se dalších voleb nezúčastnil a ani další kandidáti nebyli úspěšní. 17. července přijala Slovenská národní rada Deklaraci o svrchovanosti Slovenské republiky, čímž fakticky došlo k zániku československé federace, o jejíž zachování Havel usiloval. Prezident Václav Havel následně abdikoval dne 20. července 1992. Prezidentské pravomoci převzal předseda federální vlády Jan Stráský. Československo zaniklo 31. prosince 1992.

## Průběh voleb

### Volba prezidenta 3. července 1992
Jediným kandidátem byl Václav Havel. Republikánská strana vedená Miroslavem Sládkem sice nominovala do prezidentské volby poslance Juraje Čopa. Ten ale svou kandidaturu stáhl den před volbou. Samotná volba proběhla ve dvou kolech. V prvním kole získal Havel 79 hlasů z celkových 149 a ve Sněmovně lidu nebyl zvolen. V české části Sněmovny národů získal 47 z celkových 74 hlasů a  byl zvolen. Naopak ve slovenské části Sněmovny národů získal Havel 22 hlasů z celkových 75 hlasů a nebyl zvolen. Ve druhém kole získal Havel ve Sněmovně lidu 80 hlasů, což dostačovalo k jeho zvolení. Naopak oslabil v obou částech Sněmovny národů. V české části byl stále zvolen většinou 45 hlasů, ale ve slovenské obdržel pouhých 18 hlasů. Havel nedokázal překonat odpor slovenských poslanců Sněmovny národů, kteří již s existencí úřadu federálního prezidenta nepočítali. Michael Žantovský, ředitel Knihovny Václava Havla, to přičítá dohodě o rozdělení Československa uzavřené po jednáních mezi představiteli nejsilnější české strany ODS a nejsilnější slovenské strany HZDS dávno před prezidentskou volbou.
| Kolo       | Sněmovna lidu | Sněmovna národů ČSR | Sněmovna národů SSR |
| ---------- | ------------- | ------------------- | ------------------- |
| První kolo | 79            | 47                  | 22                  |
| Druhé kolo | 80            | 45                  | 18                  |

### Volba prezidenta 16. července 1992
16. července proběhl druhý pokus o volbu československého prezidenta. Jediným kandidátem byl předseda Republikánské strany Miroslav Sládek. V prvním kole obdržel Sládek 32 hlasů ve Sněmovně lidu. V české části Sněmovny národů obdržel 15 hlasů a ve slovenské části 11 hlasů. V druhém kole získal 33 hlasů ve Sněmovně národů, 14 hlasů v české a 13 ve slovenské části Sněmovny národů. Sládek nezískal mezi poslanci dostatečnou podporu a prezidentem zvolen nebyl.
| Kolo       | Sněmovna lidu | Sněmovna národů ČSR | Sněmovna národů SSR |
| ---------- | ------------- | ------------------- | ------------------- |
| První kolo | 32            | 15                  | 11                  |
| Druhé kolo | 33            | 14                  | 13                  |

### Volba prezidenta 30. července 1992
Třetí pokus o volbu prezidenta proběhl 30. července. Pro tuto volbu byli navrženi tři kandidáti: agronomka Marie Kristková, Zdeněk Pinta a Zdeněk Procházka. 
V prvním kole bylo ve Sněmovně lidu odevzdáno 29 hlasů pro Kristkovou, 5 hlasů pro Pintu a 4 hlasy pro Procházku. V české části Sněmovny národů získala Kristková 20 hlasů, Pinta tři hlasy a Procházka tři hlasy. Ve slovenské části Sněmovny národů získala Kristková 16 hlasů, Pinta jeden hlas a Procházka neobdržel žádný hlas. Žádný kandidát nezískal potřenou většinu hlasů a bylo rozhodnuto, že další kolo volby proběhne ten samý den.
Ve druhém kole bylo ve Sněmovně lidu odevzdáno 33 hlasů pro Kriskovou, jeden hlas pro Pintu a pět hlasů pro Procházku. V české části Sněmovny národů získala Kristková 23 hlasů, Pinta dva hlasy a Procházka neobdržel žádné hlasy. Ve slovenské části Sněmovně národů získala Kristová 14 hlasů. Ostatní kandidáti neobdrželi žádné hlasy. Ani v druhém kole nedosáhla žádný kandidát požadovaného kvóra a volba byla prohlášena za neúspěšnou.
| Kolo       | Sněmovna lidu | Sněmovna národů ČSR | Sněmovna národů SSR |
| ---------- | ------------- | ------------------- | ------------------- |
| První kolo | 29            | 20                  | 16                  |
| Druhé kolo | 33            | 23                  | 14                  |

| Kolo       | Sněmovna lidu | Sněmovna národů ČSR | Sněmovna národů SSR |
| ---------- | ------------- | ------------------- | ------------------- |
| První kolo | 5             | 3                   | 1                   |
| Druhé kolo | 1             | 2                   | 0                   |

| Kolo       | Sněmovna lidu | Sněmovna národů ČSR | Sněmovna národů SSR |
| ---------- | ------------- | ------------------- | ------------------- |
| První kolo | 4             | 3                   | 0                   |
| Druhé kolo | 5             | 0                   | 0                   |

### Volba prezidenta 6. srpna 1992
K volbě konané dne 6. srpna 1992 nebyl navržen žádný kandidát. Místopředseda Federálního shromáždění Jozef Stank proto volbu ukončil.

### Volba prezidenta 24. září 1992
Další pokus o prezidentskou volbu proběhl 24. září. Jediným kandidátem byl Jiří Včelař-Kotas navržený poslancem Alešem Muchou. Poslanec Kotas obdržel 16 hlasů ve Sněmovně lidu, a dále pak 10 hlasů v české a 14 hlasů ve slovenské Sněmovně národů. Také Kotas tedy neobdržel dostatečný počet poslaneckých hlasů a poslanec Mucha svůj návrh před druhým kolem stáhl.
| Kolo       | Sněmovna lidu | Sněmovna národů ČSR | Sněmovna národů SSR |
| ---------- | ------------- | ------------------- | ------------------- |
| První kolo | 16            | 10                  | 14                  |

### Další vývoj
Další termín prezidentské volby byl stanoven na 2. října. Nebyl navržen žádný kandidát, a proto byl bod ukončen a termín další volby stanoven na 26. listopadu. Dne 25. listopadu 1992 schválilo Federální shromáždění ústavní zákon o zániku Československa. Dne poté, 26. listopadu 1992, se na programu schůze Federálního shromáždění opět objevil bod Volba prezidenta ČSFR. Jelikož nebylo koho volit, byl tento bod programu odsunut na 1. prosince 1992. Na jednání dne 2. prosince 1992 bylo opět konstatováno, že nebyl předložen žádný návrh na kandidáta.